# Лехурское ущелье
Леху́рское ущелье (осет. Лехурагом) — ущелье на востоке частично признанного государства Южная Осетия, на юго-западе Ленингорского района РЮО (или, по законам Грузии, в Ахалгорском муниципалитете). Расположено в долине верхнего течения реки Лехура, впадающей в реку Кура (где у устья расположен грузинский город Каспи).

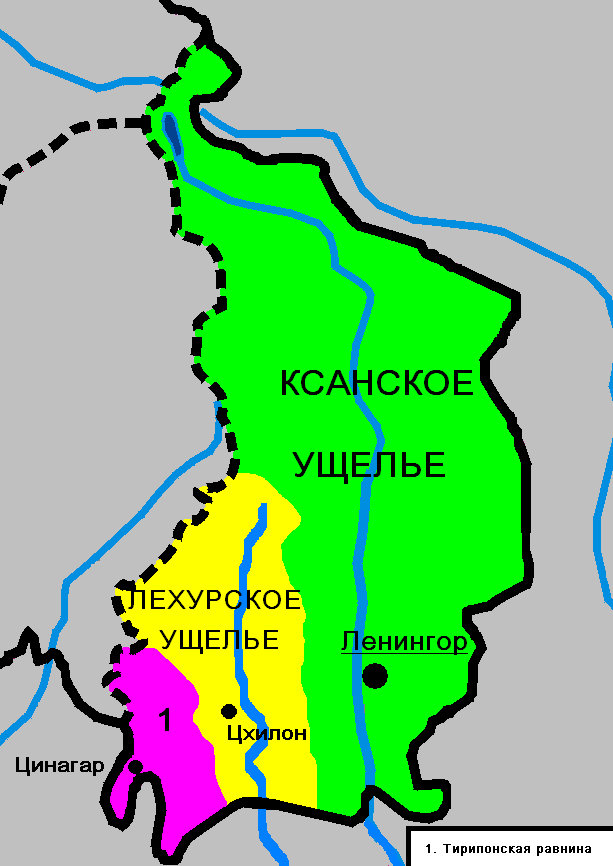
Лехурское ущелье Ленингорского района

Хотя бо́льшая часть Ленингорского (Ахалгорского) района (Ксанское ущелье) до августа 2008 года находилась под контролем Грузии, Лехурское ущелье контролировалось всегда властями Южной Осетии.

## Население
Абсолютное большинство населения составляют осетины.
Крупные сёла ущелья: Цхилон, Велур, Цубен, Нодабур, Заккор, Нижний Заккор и др.